# Дмитрий Константинович Ноготь
Дмитрий (в монашестве — Дионисий) Константинович Ноготь — младший сын суздальского и нижегородского князя Константина Васильевича из Суздальской ветви Рюриковичей и княжны Елены, неизвестной по происхождению. Упоминается еще одно его прозвище — Одноок. Дмитрий являлся родоначальником князей Ногтевых.

## Биография
Время и место рождения княжича неизвестно; как и брат, назван в честь великомученика Димитрия Солунского (умер осенью 306 г.).
Впервые в источниках Дмитрий упоминается летом 1367 года, когда вместе с братьями Дмитрием и Борисом отражал нашествие ордынского князя Булат-Темира, разбив его армию в битве на реке Пьяне.
В последний раз князь упоминается в июле-августе 1375 года, когда, соединившись у Волока со своими братьями и другими князьями, принимает участие в войне великого князя московского Дмитрия Ивановича с Тверью.
Князю Дмитрию Ногтю принадлежали села вблизи города Суздаля у дороги во Владимир: Мининское, Романовское и «прикупной» луг Любоща «подле реки Перли», у «васильковского мочища».
По некоторым данным, князь Дмитрий имел жену Марию (в иночестве — Марину), которая умерла в 1362 году и была погребена в Суздале — в церкви Вознесения в пределе во имя святого мученика Александра Пиднского (IV в.). Оставил безудельного сына Юрия, известного только по родословным, которому достались несколько сел около города Суздаль. Дмитрий был родоначальником княжеского рода Ногтевых, угасшего в конце XVI века.